# Johannes Gaedicke
Johannes Gaedicke (* 29. Juli 1835 in Berlin; † 3. Mai 1916) war ein deutscher Chemiker und Schriftsteller.

## Leben
Nach dem Abitur besuchte Gaedicke das Gewerbeinstitut in Berlin, die spätere Technische Hochschule, wo er bei Carl Rammelsberg lernte. Anschließend war er Assistent am landwirtschaftlichen Labor der Berliner Universität, dann Lehrer und Fabrikant. Unter anderem baute er eine Firma für Trockenplatten und Fotopapiere auf. 1861 erfand er das erste Zellulosepapier aus Stroh, 1886 nutzte er als erster das Magnesiumblitzlicht für die Fotografie.
1894 wurde er Redakteur der Zeitschrift „Photographisches Wochenblatt“, 1900 kaufte er die Zeitschrift. 
Gaedicke war Mitglied des Photographischen Vereins in Berlin, des Deutschen Photographen-Vereins und Ehrenmitglied des Vereins zur Förderung der Photographie in Berlin. Er war auch im Berufsverband der Fotografen engagiert. 

## Schriften (Auswahl)
- mit Adolf Miethe: Praktische Anleitung zum Photographiren bei Magnesiumlicht. Oppenheim, Berlin 1887.
- Das Platinverfahren in der Photographie : eine Anleitung für Anfänger ; nach A. Horsley-Hinton's Buch "The platinotype-process". Schmidt, Berlin 1897 (Photographische Bibliothek; 8).
- Der Gummidruck <Direkter Pigmentdruck> : Eine Anleitung für Amateure und Fachphotographen. Schmidt, Berlin 1898 (Photographische Bibliothek; 10).
- Erste Anleitung zum Photographiren. Photographisches Wochenblatt, Berlin 1901.